# Traumatomutilla pilkingtoni
Traumatomutilla pilkingtoni – gatunek błonkówki z rodziny żronkowatych i podrodziny Sphaeropthalminae. Endemiczny dla Argentyny.

## Taksonomia

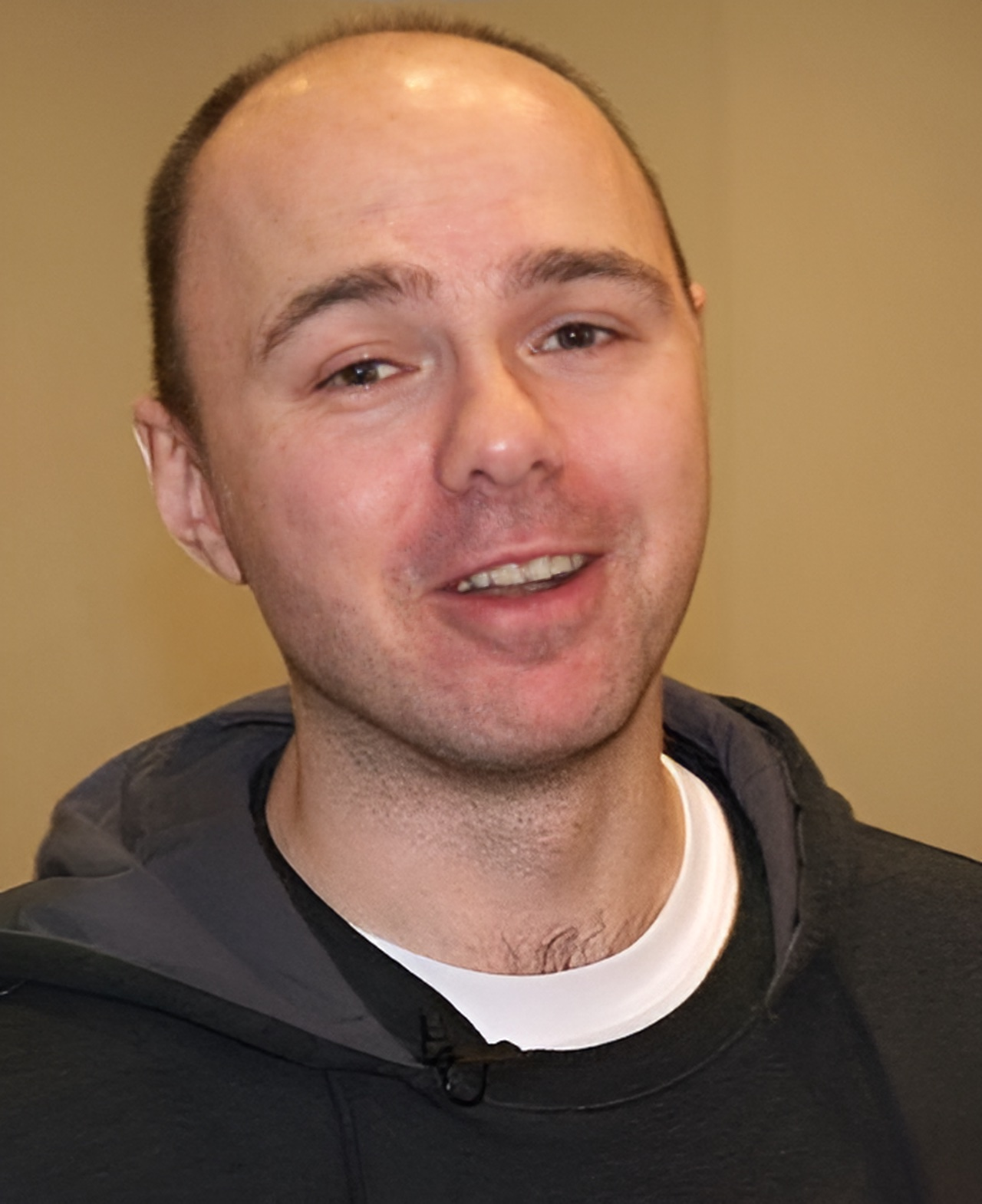
Karl Pilkington

Gatunek ten opisany został po raz pierwszy w 2019 roku przez Pedra R. Bartholomaya i Kevina A. Williamsa na łamach „Insecta Mundi”. Opisu dokonano wyłącznie na podstawie samic. Jako lokalizację typową wskazano Balnearię w argentyńskiej prowincji Córdoba. Epitet gatunkowy nazwano na cześć brytyjskiego filozofa, komika, prezentera, autora i aktora Karla Pilkingtona, którego to ów owad przypominać ma okrągłą, pomarańczową głową.
T. pilkingtoni umieszczana jest w obrębie rodzaju w monotypowej grupie gatunków pilkingtoni.

## Morfologia
Błonkówka o ciele długości od 5 do 8 mm.
Pomarańczowobrązowa do pomarańczowoczerwonej głowa ma gęsto rozmieszczone dołeczki na czole, ciemieniu i policzkach, niemal prostą krawędź tylną, wąsko oddzielone od bezładnie i płytko pomarszczonych guzków czułkowych grzbietowe żeberko skrobalne, praktycznie nieobecne boczne żeberka skrobalne, szeroko odseparowane od żeberka gularnego i hypostomalnego żeberka policzkowe, nieco nabrzmiałe grzbietowo-bocznie żeberko potyliczne oraz jednozębne żuwaczki. Czułki mają drugi człon biczyka tak długi jak nóżka. Owłosienie głowy jest srebrzystobiałe do srebrzystozłotego z czarną do rudoczarnej plamką na środku ciemienia.
Pomarańczowobrązową mezososomę porastają głównie szczecinki srebrnobiałe do srebrzystozłotych, jedynie na środku jej grzbietu rosną szczecinki czarne czy rudoczarne. Na całym wierzchu mezososomy obecne są areolki i punkty, a na bokach przedplecza i pleurach rzeźba niemal w całości zakryta jest gęstymi szczecinkami. Przedplecze jest mniej więcej tak szerokie jak głowa i nieznacznie szersze od śródtułowia, o płaskich przetchlinkach na bocznych krawędziach. Łuska tarczki jest dobrze wykształcona, łukowata w widoku tylnym. Żeberka przednio-boczne są tak szerokie jak owa łuska i połączone ze sobą. Pozatułów jest po bokach gładki, błyszczący, opatrzony rozproszonymi, drobnymi, płytkimi punktami. Śródplecze nie jest przewężone przed przetchlinkami pozatułowia. Tylna powierzchnia pozatułowia jest dłuższa od grzbietowej.
Metasoma jest brunatnoczarna z parą dużych, podłużnych, prawie jajowatych, niemal zlanych pośrodkowo plamek pomarańczowoczerwonej barwy na drugim tergicie. Okrywę z szczecin ma srebrzystobiałą do srebrzystozłotej z wyjątkiem czarnych lub rudoczarnych szczecinek na środku drugiego tergitu, prawie całych tergitach trzecim i czwartym oraz tylno-bocznych częściach tergitu piątego. Sternit pierwszy jest opatrzony tępym, wydatnym żeberkiem podłużnym, drugi rozproszonym dołeczkowaniem, a te od trzeciego do szóstego dołeczkowaniem gęstym i grubym. Prawie jajowate pygidium ma bezładnie pomarszczoną powierzchnię i ciągnące się na całej długości z wyjątkiem nasadowego brzegu listewki boczne.

## Ekologia i występowanie
Owad sucholubny, zasiedlający formację roślinną chaco. Ubarwieniem upodobniony jest do innych żronek występujących na tym samym obszarze, np. Cephalomutilla haematodes.
Gatunek neotropikalny, endemiczny dla Argentyny, znany z prowincji Tucumán, Córdoba i Santiago del Estero. 